# العلاقات الكازاخستانية الليسوتوية
العلاقات الكازاخستانية الليسوتوية هي العلاقات الثنائية التي تجمع بين كازاخستان وليسوتو.

## مقارنة بين البلدين
هذه مقارنة عامة ومرجعية للدولتين:
| وجه المقارنة                                              | كازاخستان                      | ليسوتو                      |
| --------------------------------------------------------- | ------------------------------ | --------------------------- |
| المساحة (كم2)                                             | 2.72 مليون                     | 32.96 ألف                   |
| عدد السكان (نسمة)                                         | 17.95 مليون                    | 2.23 مليون                  |
| الكثافة السكانية (ن./كم²)                                 | 6.6                            | 67.66                       |
| العاصمة                                                   | نور سلطان                      | ماسيرو                      |
| اللغة الرسمية                                             | اللغة القازاقية، اللغة الروسية | لغة إنجليزية، اللغة السوتية |
| العملة                                                    | تينغ كازاخستاني                | لوتي ليسوتو                 |
| الناتج المحلي الإجمالي (بليون دولار)                      | 159.41 مليار                   | 2.64 مليار                  |
| الناتج المحلي الإجمالي (تعادل القوة الشرائية) بليون دولار | 439.39 مليار                   | 6.30 مليار                  |
| الناتج المحلي الإجمالي الاسمي للفرد دولار أمريكي          | 10.51 ألف                      | 1.07 ألف                    |
| الناتج المحلي الإجمالي للفرد دولار أمريكي                 | 24.23 ألف                      | 2.64 ألف                    |
| مؤشر التنمية البشرية                                      | 0.788                          | 0.497                       |
| رمز المكالمات الدولي                                      | +7                             | +266                        |
| رمز الإنترنت                                              | .kz، .қаз ‏                     | .ls                         |
| المنطقة الزمنية                                           | ت ع م+05:00، ت ع م+06:00       | ت ع م+02:00                 |

## منظمات دولية مشتركة
يشترك البلدان في عضوية مجموعة من المنظمات الدولية، منها:
| علم المنظمة | اسم المنظمة                               | تاريخ انضمام كازاخستان | تاريخ انضمام ليسوتو |
| ----------- | ----------------------------------------- | ---------------------- | ------------------- |
|             | الاتحاد البريدي العالمي                   | ?                      | ?                   |
|             | يونسكو                                    | 22 مايو 1992           | 29 سبتمبر 1967      |
|             | البنك الدولي للإنشاء والتعمير             | 23 يوليو 1992          | 25 يوليو 1968       |
|             | وكالة ضمان الاستثمار متعدد الأطراف        | 12 أغسطس 1993          | 12 أبريل 1988       |
|             | الاتحاد الدولي للاتصالات                  | 23 فبراير 1993         | 26 مايو 1967        |
|             | منظمة الشرطة الجنائية الدولية             | ?                      | ?                   |
|             | مؤسسة التمويل الدولية                     | 30 سبتمبر 1993         | 29 سبتمبر 1972      |
|             | الأمم المتحدة                             | 2 مارس 1992            | 17 أكتوبر 1966      |
|             | مؤسسة التنمية الدولية                     | 23 يوليو 1992          | 19 سبتمبر 1968      |
|             | منظمة حظر الأسلحة الكيميائية              | ?                      | ?                   |
|             | المركز الدولي لتسوية المنازعات الاستشارية | 21 أكتوبر 2000         | 7 أغسطس 1969        |

## وصلات خارجية
- موقع وزارة الخارجية الكازاخستانية
- موقع وزارة الخارجية الليسوتوية